# Crisismanagement
Crisismanagement of crisisbeheersing is de systematische poging om organisatorische (internationale) crises te voorkomen dan wel te beheersen. Een crisis is een zware noodsituatie waarbij het functioneren van een organisatie (bedrijf, overheid, maatschappij, regio) ernstig verstoord raakt. Crises worden gekenmerkt door vier elementen:
- substantiële dreiging voor de organisatie;
- een verrassingselement;
- hoge mate van onzekerheid;
- korte beslistijden.

Crisismanagement omvat methodieken om noodsituaties te kunnen voorspellen, beoordelen, analyseren en voorkomen. Een stap voorafgaand aan het crisismanagement is om technisch en menselijk falen te voorkomen. Daarna wordt ingegaan op de respons: er worden afspraken gemaakt over hoe commandostructuren en communicatielijnen verlopen in het geval zich een crisis voordoet. Met name het begin van een crisis is vaak chaotisch en hiervoor worden plannen opgesteld totdat herstel en normalisatie van de situatie optreedt. In internationale crises kunnen hier bijvoorbeeld diplomatieke, politieke of militaire middelen voor worden ingezet.
Procedures worden vastgelegd in een Crisis Management Plan. Hierbij wordt aandacht gegeven aan het feit dat de realiteit en de perceptie van de crisis vaak uiteen liggen. Er wordt gebruikgemaakt van (nood)scenario's waarbij beschreven wordt welke respons van verschillende instanties of hulpverleners verwacht wordt. 
Een crisis komt altijd onverwacht. Het werk van een crisismanager bestaat echter paradoxaal genoeg juist uit een goede voorbereiding. Een goed communicatieplan, een goed opererend team, een goed voorbereid crisiscentrum: het zijn allemaal voorwaarden voor het managen van een crisis. Belangrijk is dat er niet alleen is voorbereid, maar ook geoefend. Dat kan door het simuleren van een ramp waarbij de rampbestrijding getest wordt. Gebruikelijk is dat de ramp tot in detail nagebootst wordt, inclusief gespeelde slachtoffers. Dit zijn buitengewoon kostbare oefeningen. Daarom zijn er ook simulaties ontwikkeld die het managers mogelijk maken hun crisis managementvaardigheden te oefenen dat een ramp fysiek nagespeeld wordt; het zogenoemd crisisgame.

## Crisiscommunicatie
Bij een crisis kan volgens het volgende stramien worden gecommuniceerd:
- Uiten dat het leed wordt onderkend en betrokkenheid bij het onderwerp tonen
- Zeggen dat kritiek serieus genomen wordt
- Inhoudelijk reageren (bijvoorbeeld melden 'dat er nader onderzoek nodig is')
- Benoemen van consequenties (bijvoorbeeld 'lering trekken uit het onderzoek')